# Morir de miedo
Morir de miedo es una película española estrenada en 1980.

## Argumento
Un matrimonio conduce en dirección a una apartada casa de la Sierra de Guadarrama. Él es un grave enfermo crónico, y piensan pasar allí unos días para celebrar así su quinto aniversario de boda. Durante el trayecto, escuchan que una pareja de delincuentes ha asaltado un chalé y cometido una violación dentro del mismo...

## Reparto
- Mónica Randall (Ana)
- Simón Andreu (Eduardo)
- Miguel Ayones (Miguel)